# Stato Nazionale Legionario
Lo Stato Nazionale Legionario (in romeno Statul Naţional-Legionar) fu il nome dello Stato, di natura fascista, che amministrò la Romania tra il 14 settembre 1940 e il 14 febbraio 1941, quando fu formalmente abolito e rimpiazzato da una dittatura militare guidata dal generale Ion Antonescu.
La politica del re Carlo II fallì del tutto per via dalle perdite territoriali dell'estate 1940 e all'inizio di settembre si tennero grandi manifestazioni in cui si chiedeva la sua abdicazione. Una volta accettata la commissione per formare un governo capace di risolvere la crisi, Antonescu chiese l'abdicazione del sovrano, cui questi aderì per via della mancanza di sostegno da parte dei partiti popolari e politici. Dopo aver tentato di formare un governo di unità nazionale con i partiti tradizionali, i quali rifiutarono di partecipare, Antonescu dovette avviare il mandato col solo sostegno della Guardia di Ferro. Tuttavia, i principali ministeri, ad eccezione di quello dell'Interno, toccarono ai militari, a figure tecniche o a politici conservatori.
Il paese stava affrontando una crisi acuta: le perdite territoriali avevano ridotto la produzione agricola e questo calo, a sua volta, aveva causato una grave inflazione. A ciò si aggiunse l'arrivo di circa 300.000 profughi di guerra di cui il nuovo governo doveva occuparsi e, all'inizio di novembre, un forte terremoto comportò gravi danni nel sud della Romania.
La coalizione tra Antonescu e la Guardia durò 131 giorni caratterizzati da caos politico e sociale che screditò i legionari come formazione con cui collaborare. L'instabile coalizione decadde definitivamente per via degli eventi accaduti di novembre, che resero definitivamente antagonisti i legionari con il governo conservatore. Dopo un aumento della tensione e della frustrazione nei ranghi della Guardia per via della repressione adottata nei loro confronti, il 26 novembre alcuni elementi radicali con il consenso della polizia e di Bucarest assassinarono 64 legionari nel massacro di Jilava.
All'inizio di gennaio 1941, prima dell'imminente scontro con la Guardia per il controllo del potere statale, Antonescu chiese a Adolf Hitler di intavolare un colloquio. Nell'incontro poi avvenuto, Antonescu chiese al Führer di non intrattenere relazioni con gli inaffidabili legionari facenti parte del suo esecutivo. Le misure di Antonescu assunte al suo ritorno in Romania, malviste dalla Guardia, fomentano l'insurrezione che legionari stavano già preparando, tanto che questa si verificò tra il 21 e il 23 gennaio. Antonescu, sostenuto dall'esercito, il quale era contrario ai legionari, intervenne lo stesso giorno e represse la ribellione con il pugno duro, come consigliato da alcuni funzionari vicini a Hitler. Lo Stato Nazionale Legionario Nazionale fu formalmente sciolto il 14 febbraio 1941; da allora, Antonescu diede vita a una dittatura militare conservatrice che rimase in piedi fino al colpo di stato di Re Michele I il 23 agosto 1944.

## Contesto storico

Le perdite territoriali che nell'estate del 1940 comportarono l'abdicazione di Carlo II e la presa del potere da parte di Antonescu e la costituzione della coalizione con la Guardia di Ferro

In virtù del patto Ribbentrop-Molotov dell'agosto 1939 che spartiva l'Europa orientale in sfere di influenza nazista e sovietica e approfittando delle ultime fasi della campagna di Francia che impegnò il grosso della Wehrmacht alla fine del 1940, l'URSS presentò un ultimatum alla Romania chiedendo la cessione della Bessarabia, territorio conteso tra i due paesi, e della Bucovina settentrionale, un'area a maggioranza ucraina sebbene esclusa dall'accordo tedesco-sovietico. Dopo aver tentato invano di ottenere il sostegno di Hitler, Carlo II cedette alle pressioni sovietiche e immediatamente evacuò le province, come richiesto: il 26 giugno 1940, l'Armata Rossa si insediò nelle regioni.
In seguito, il governo ungherese, che dal 1920 aveva cercato di recuperare i territori persi dopo la sconfitta nella prima guerra mondiale con il trattato di Trianon, decise di approfittare della situazione per riconquistare almeno una parte della Transilvania. Sebbene inizialmente si fosse rifiutato di mediare tra i due paesi, l'incapacità di raggiungere un accordo attraverso negoziati bilaterali, la crescente tensione militare tra ungheresi e rumeni e l'ombra di una guerra che minacciava il rifornimento di petrolio rumeno spinsero Hitler a doversi esporre, al fine di evitare uno scontro che avrebbe danneggiato l'approvvigionamento di materie prime per l'industria bellica tedesca. L'Ungheria e la Romania furono costrette ad accettare il dettame della Germania e dell'Italia nel secondo arbitrato di Vienna il 30 agosto 1940, in base al quale la Transilvania settentrionale passò in mano ai magiari. Giorni dopo, in base al trattato di Craiova, la Romania cedette la Dobrugia meridionale alla Bulgaria.

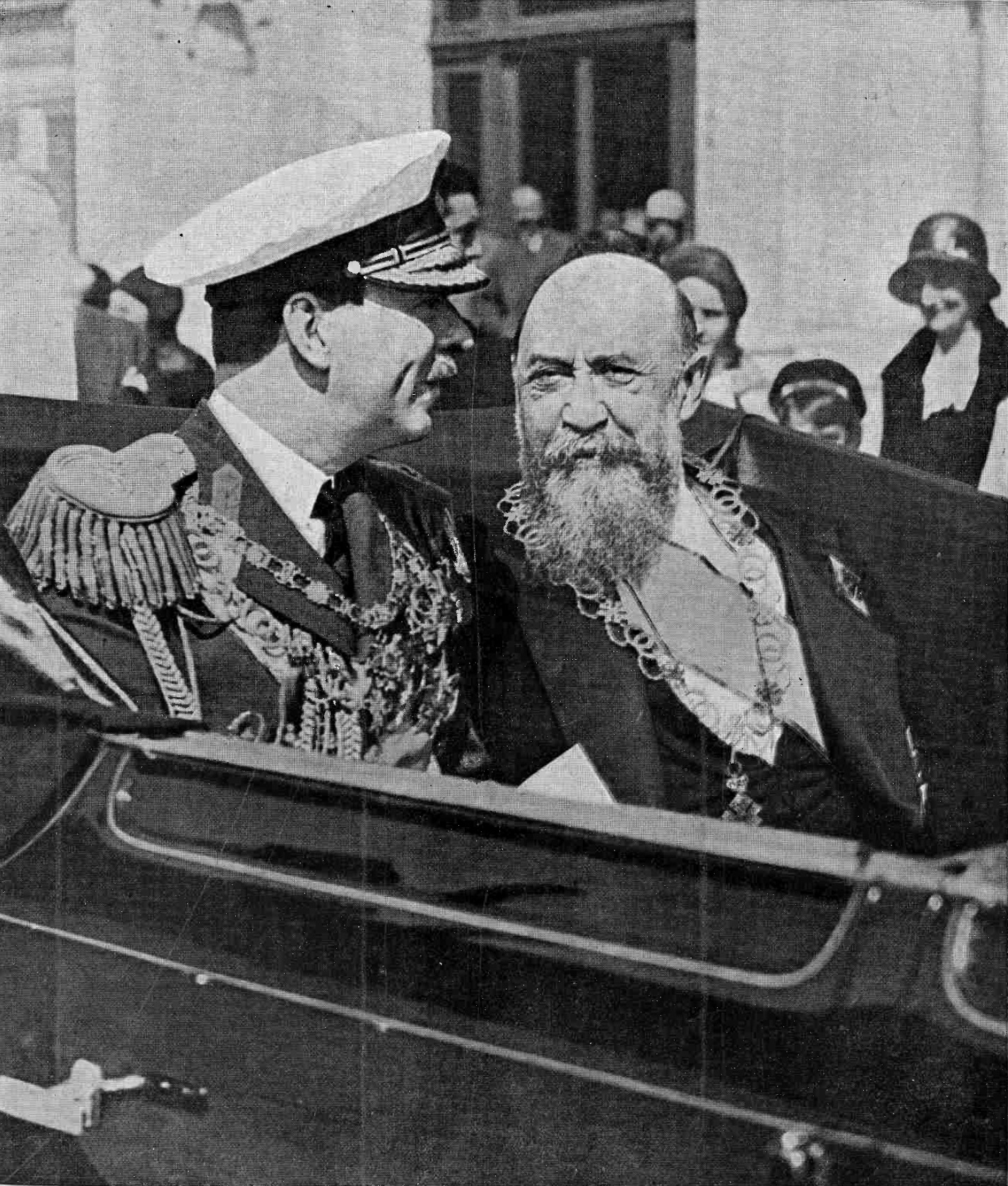
Re Carlo II con lo storico Nicolae Iorga, assassinato a novembre dalla Guardia di Ferro. Le battute d'arresto della politica estera che portarono alle pesanti perdite territoriali durante l'estate del 1940 fecero affondare la sua reputazione e costrinsero la sua abdicazione all'inizio di settembre

La politica del re fu completamente screditata e si verificarono varie manifestazioni in cui si chiedeva l'abdicazione. Il 3 settembre, la Guardia di Ferro, la più grande organizzazione fascista del paese, tentò invano di prendere il potere, sebbene mantenne il suo sostegno alla crescente ondata di proteste contro il monarca. Il giorno successivo questi fu costretto a convocare il generale Ion Antonescu, molto ostile alla corona ma con una grande reputazione nell'esercito, per affidargli l'incarico di formare un nuovo esecutivo e al contempo cercare di salvare la sua immagine. Una volta accettata la proposta dopo essersi prima dimostrato riluttante, Antonescu chiese l'abdicazione del re, il quale finì per concederla a causa della mancanza di appoggio popolare e tra i partiti politici.
Il nuovo re Michele concesse pieni poteri ad Antonescu il 6 settembre, nominandolo "capo dello stato rumeno" (Conducătorul Statului Român). Dopo aver tentato di formare un governo di unità nazionale con i partiti tradizionali, che si dimostrarono reticenti, Antonescu dovette confidare nel solo appoggio della Guardia, al tempo sempre più popolare. Il 14 settembre Antonescu formò dunque un governo con i legionari in cui ricopriva il ruolo di presidente del Consiglio dei ministri, mentre Horia Sima, il capo dei legionari, era il vice presidente. Lo stesso giorno, la Romania venne dichiarata "Stato Nazionale Legionario" e figurava un solo partito riconosciuto, la Guardia. Il generale fu nominato "caudillo" della Guardia, mentre Sima preservò il titolo di "comandante". Antonescu aveva già ricevuto il placet dell'ambasciatore tedesco il 5 ad alcune condizioni, tra cui l'accettazione di una missione militare teutonica e la garanzia dell'approvvigionamento petrolifero.
Paradossalmente, data la vicinanza ideologica, i tedeschi non insistettero sul controllo della Guardia sul governo, temendo che le misure economiche che avrebbero potuto prendere potessero causare dei danni. Inoltre, il partito di ispirazione fascista presentava una notevole frammentazione tra gli esponenti più importanti. I rappresentanti tedeschi, al contrario, chiarirono ad Antonescu la loro preferenza che i principali ministeri fossero lasciati fuori dal controllo dei legionari, ai quali fu raccomandato semplicemente di collaborare con il generale. In effetti, i principali ministeri, ad eccezione di quello dell'Interno, toccarono ai militari, a figure tecniche o a politici conservatori.

## Politica interna: i dissidi tra Antonescu e la Guardia
Antonescu, che si mostrava filo-nazista e necessitava dell'appoggio popolare di cui già godeva la Guardia, poteva fare al tempo affidamento dell'influente sostegno dell'esercito. Sanare le differenze tra l'arma conservatrice e i partiti politici tradizionali non si dimostrò impresa facile. L'apparente sintonia che si cercò di far apparire alla stampa tra le due coalizioni nascondeva infatti dissensi frutto di una diversa visione dello Stato, tanto che risultò continua la lotta per il controllo delle politiche relative alla pubblica amministrazione e alle forze di sicurezza. Antonescu, conservatore, antisovietico e con uno stuolo di contatti con i leader di estrema destra, non era, tuttavia, un radicale e in origine guardò con un po' di sospetto alla Germania, a differenza dei suoi nuovi alleati di governo. Inoltre, la Guardia era divisa internamente in fazioni guidate da esponenti di scarsa rilevanza, avendo perso i principali durante le operazioni di repressione dei mesi precedenti. La corrente principale seguiva Horia Sima, un personaggio dalla bassa statura politica e malvisto dai tedeschi, ma che cercò di presentarsi come il legittimo successore e rappresentante degli ideali del defunto Codreanu.

### Crisi nazionale
Il Paese stava convivendo con un'acuta crisi economica, aggravata dalle perdite territoriali e dalla riduzione della produzione agricola, circostanza che, a sua volta, generò una grande inflazione. A ciò si aggiunse l'arrivo di circa 300.000 profughi di cui il nuovo governo dovette occuparsi. Inoltre, all'inizio di novembre un forte terremoto causò gravi danni nel sud della Romania, compreso il crollo di circa 1.600 edifici nella capitale Bucarest.

### Attività della Guardia
Su delega del governo, la Guardia fu incaricata dell'organizzazione del nuovo "Stato legionario", di stampo totalitario. Cercando di spingere la popolazione a favore degli ideali della formazione, si ripresero i metodi di propaganda adoperati fino alla repressione della formazione politica nel 1938, comprese le cerimonie pubbliche con un aspetto religioso, la stampa di numerose pubblicazioni e l'organizzazione di vari corsi di formazione rivolti a diversi segmenti della popolazione. Sima cercò di sopprimere il resto dei partiti politici e di applicare una riforma nazionalsocialista e all'economia e alla società rumena. Durante le prime settimane, Antonescu e Sima presiedettero grandi manifestazioni indossando l'uniforme della Guardia sotto enormi ritratti di Codreanu, in quanto simbolo dell'unità della coalizione tra il generale e i legionari. I numerosi cortei funebri in onore degli esponenti defunti ebbero l'effetto di influenzare negativamente in parte l'economia, spingendo infatti i tedeschi a chiedere di porvi fine per evitare di continuare a rappresentare la Romania come "Stato Nazionale Funerario".

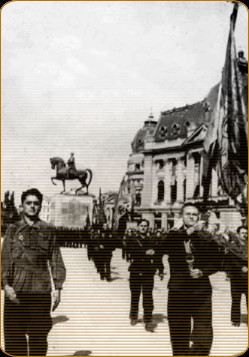
Dimostrazione della Guardia a Bucarest. Massicce marce si susseguirono con una certa costanza durante tutto il periodo di vita dello Stato Nazionale Legionario

Nelle città, la Guardia promise di migliorare le condizioni di vita dei lavoratori, limitare il potere dei datori di lavoro, aumentare i salari e istituire un sistema di mense e negozi nei quartieri popolari. Per avvicinare la gente comune all'estrema destra, il Corpo Operaio Legionario, fondato nel 1936, fu rinforzato con notevole successo. Relativamente autonomo, si occupava di numerose attività, principalmente in ambito sociale (creazione di cooperative, mense, depositi, ecc.): in esso, confluirono alcuni degli elementi più radicali e brutali della Guardia. In contrasto con il periodo precedente, le politiche relative alle aree rurali assunsero un ruolo minore rispetto a quelle che interessavano i principali centri urbani. Le vecchie marce effettuate per riscuotere consensi nelle regioni meno popolose praticamente cessarono e si cercò il consenso in altri gruppi sociali, soprattutto gli studenti universitari. Di lì a poco, la principale organizzazione studentesca del paese finì guidata da un presidente legionario. Dato che tra i compiti della Guardia vi era quello di "organizzare i giovani", fu emessa una riforma del sistema scolastico e la maggior parte degli studenti delle scuole primarie e secondarie fu suddivisa nelle "confraternite della croce". L'organizzazione crebbe enormemente, da centinaia di migliaia di membri (i cosiddetti "Septembristas") alcuni dei quali erano semplici opportunisti, i quali si inserirono in un organigramma con pochi veterani a causa della precedente epurazione della corona, divisi in fazioni opposte e con leader di secondo rango. Questi nuovi membri, spesso senza alcuna conoscenza dell'organizzazione, si eclissarono quasi del tutto dopo la rimozione dall'esecutivo della Guardia all'inizio del 1941.
Uno dei migliori risultati ottenuti dalla Guardia riguardò le misure di assistenza sociale prese. Si pensi in primis alla costituzione della figura dell'ajutor legionar, una copia della tedesca "Opera d'aiuto invernale" (Winterhilfswerk), con cui si distribuivano gratis di vestiti, cibo e assistenza ai rifugiati e alle vittime del terremoto di novembre. A causa della sua grande efficienza e nonostante alcuni casi di disorganizzazione o abusi, il sostegno sociale poté dirsi notevole.
È vero che fu evidente il consenso popolare riscosso nelle numerose marce di massa tenutesi nell'autunno del 1940, ma la Guardia perse la maggior parte del suo credito politico all'inizio del 1941 a causa della sua incapacità di mantenere le grosse promesse fatte alla popolazione. L'inflazione e il divieto di scioperi e sindacati, ad esempio, non permisero ai lavoratori di segnalare ancora il proprio stato di disagio, invero già tale in passato nel periodo interbellico, soprattutto in riferimento agli aumenti salariali o all'introduzione di un salario minimo. La promessa di assottigliare le differenze tra borghesia e ceti umili, soprattutto di persone dedite all'agricoltura e alle attività industriali, non si tramutò in realtà.
La situazione di crisi economica dovuta alle perdite territoriali che colpirono sia il settore primario che secondario (perdita di raccolti, materie prime e mercati, comparsa di centinaia di migliaia di profughi), fu aggravata dai provvedimenti presi dalla Guardia, in particolare dal ministero dell'economia, responsabile del coordinamento delle misure finanziarie emesse dal governo. Il 5 ottobre nacquero le "commissioni di rumenizzazione", incaricate di assumere il controllo delle società ritenute di interesse nazionale: i suoi membri erano sempre legionari, ma non avevano un'adeguata conoscenza del diritto commerciale e del funzionamento delle società rumene, circostanza che diede luogo a casi di mala gestione o corruzione. I tentativi di espropriare le imprese delle minoranze, in particolare quelle gestite da proprietari ebrei, generarono saccheggi che misero in pericolo l'economia nazionale; le misure radicali assunte dalla Guardia spaventarono la borghesia. La coercizione degli imprenditori ebrei a "romanizzarli" portò anche un'ulteriore conseguenza indesiderata: la vendita di molti di loro alla minoranza tedesca, protetta e finanziata dal Reich e spesso disposta ad approfittare della situazione per ottenere il controllo.
A partire da ottobre si moltiplicò la violenza della Guardia, che Sima dovette accettare per mantenere il suo precario controllo sull'organizzazione. Gli eccessi dei legionari, che includevano percosse, rapimenti, vendite forzate o cruente punizioni alle loro vittime, colpirono i cittadini stranieri residenti nel paese, che provocarono la protesta delle rispettive ambasciate. Anche i vecchi oppositori della LANC (Liga Apărării Naţional Creştine) subirono molestie, così come i contadini nazionali o i liberali: ad ogni modo, la maggior quantità di crimini furono commessi contro la comunità ebraica. L'antisemitismo, in particolare, venne cavalcato anche dalla stampa amica del governo, la quale tendeva a giustificare o sminuire gli abusi perpetrati. Le misure riformiste o rivoluzionarie adottate dal partito alla fine svanirono o comunque furono in parte compromesse dall'escalation di violenza. Tra settembre e gennaio 1941, fino alla ribellione che portò alla loro rimozione dal potere, i legionari prolungarono i maltrattamenti, le rapine e le brutali percosse di centinaia di ebrei e l'uccisione di una dozzina.

### Attività di Antonescu
Antonescu avviò varie indagini per cercare di cancellare le scorie del regime reale, creando un tribunale speciale per indagare e giudicare membri di spicco del primo e ordinare le indagini sull'arricchimento di funzionari e uomini d'affari. In politica estera si scontrò continuamente con il ministro legionario, il principe Sturdza, deciso a cambiare personale ministeriale sia all'estero che nella stessa Romania.

#### Tensione tra gli alleati di governo
Il capo partito della Guardia e Antonescu stavano duellando per il controllo delle forze di sicurezza dello Stato: nelle città, i legionari riuscirono a infiltrarsi nella polizia e creare una propria "polizia legionaria", senza un organigramma ben preciso e in pratica soggetta agli interessi dell'organizzazione. Questa forza, dotata di una sua specifica uniforme e in parte motorizzata, fu causa di numerosi eccessi, specie nei confronti della popolazione ebraica. Antonescu, tuttavia, riuscì a contrastare i tentativi dei legionari di estendere la loro influenza nell'esercito.
I legionari cercarono fin dall'inizio di assumere il comando nel paese (tutti i prefetti delle cinquanta province furono nominati tra membri della formazione politica), sviluppando una campagna aggressiva con gli oppositori politici e i vecchi persecutori e di terrore verso gli ebrei, utilizzando le "commissioni di rumenizzazione" per questo scopo. Queste funzionavano in modo scoordinato, arbitrario e assolutamente corrotto: da parte sua, Antonescu si oppose alla vendetta della Guardia e cercò di arginare gli atti di violenza, contrari alla sua visione di ordine. Al di là dei tentativi, Antonescu tentò senza successo nei consigli dei ministri di porre fine agli eccessi dei legionari.
Un importante motivo di disaccordo riguardava l'intenzione della Guardia di vendicarsi dei responsabili della crudele repressione subita per mano dei leader del precedente regime monarchico e il rifiuto di Antonescu, il quale intendeva far giudicare da un tribunale speciale i responsabili. L'assassinio dello storico ed ex primo ministro Nicolae Iorga, dell'economista Virgil Madgearu e, il giorno prima, degli altri 64 prigionieri nel massacro di Jilava per ordine di alcuni importanti ministri e funzionari del regime di Carlo II aumentarono la tensione nella coalizione di governo. In risposta a queste atrocità degli ultimi giorni di novembre, Ion Antonescu, adoratore dell'"ordine pubblico su basi legali", emise il 28 novembre un decreto legge indirizzato a chi avesse commesso reati "contro l'ordine pubblico e gli interessi dello Stato"; il 5 dicembre un altro provvedimento legislativo indicava come reato l'"istigazione alla ribellione". Il consiglio dei ministri del 27 novembre aveva quasi portato a una scissione tra il generale, che chiedeva una condanna pubblica degli omicidi, e i capi legionari, che cercavano di giustificarli. Solo il desiderio di entrambe le fazioni di rinviare lo scontro portò a un compromesso, con cui si decise di condannare a morte in cambio del mantenimento della polizia legionaria nella capitale. I massacri, pur intimidendo la borghesia rumena, non lesero la popolarità della Guardia, né si fermarono. Nel mese di dicembre, ulteriori azioni criminose contro gli ebrei avvennero sia nella capitale che nelle province, nonché abusi da parte dei rappresentanti dei legionari. Per il nuovo anno, i legionari stavano preparando una grande epurazione della vecchia classe politica, che solo il frettoloso intervento di Sima impedì.

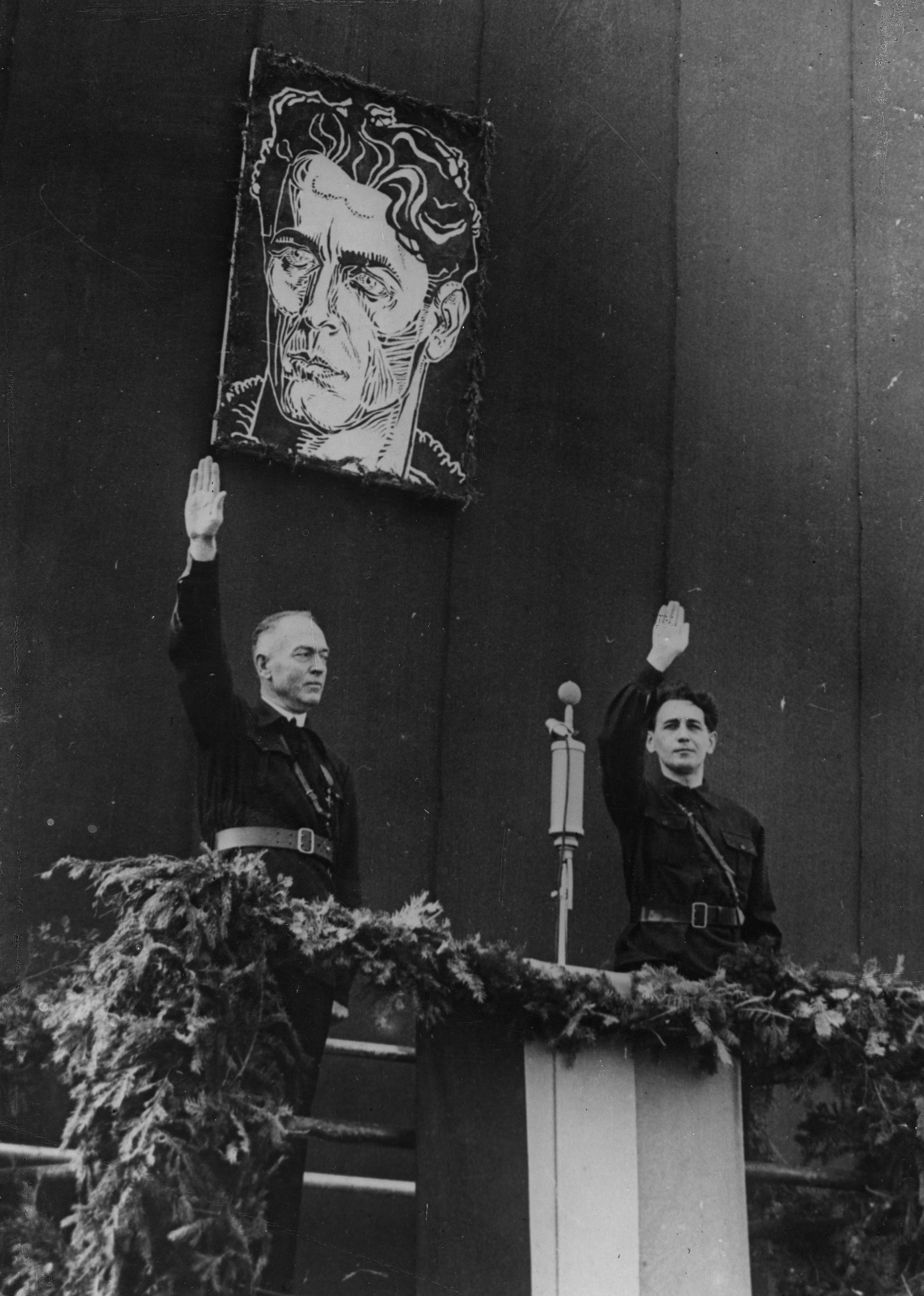
Il generale Ion Antonescu (a sinistra), insieme al capo della Guardia Horia Sima in un omaggio al defunto fondatore di questa, Corneliu Zelea Codreanu, nell'ottobre 1940, poche settimane dopo la proclamazione dello Stato Legionario. Nonostante l'apparente cordialità, i due combatterono una lotta di potere nei palazzi del potere che terminò nel confronto del gennaio 1941

I tentativi di influenzare l'esercito e di riformarlo per convertirlo agli ideali della Guardia gli fecero perdere ogni favore tra i militari, nonostante avesse avuto alcuni sostenitori, soprattutto tra ufficiali di medio e basso grado, fino al settembre del 1940. Un generale vicino ai legionari, nominato dallo stesso Antonescu il 4 settembre a comandare le truppe da Bucarest, fu colui che, rifiutandosi di sparare sulla numerosa folla radunata davanti al palazzo reale, forzò l'abdicazione di Carlo II.
I disordini causati dall'attività dei legionari non piacquero neppure ai tedeschi, preoccupati per gli effetti sull'economia che desideravano sfruttare a proprio vantaggio. Le SS, tuttavia, contribuirono a creare dall'estero una nuova polizia legionaria, ma non riuscirono a prendere il controllo della Guardia né a diminuire l'influenza di alcune frange che mal percepivano la minoranza tedesca del paese, la quale era ritenuta pericolosa per l'unità dello Stato. I legionari erano inoltre insoddisfatti del passaggio di consegne di alcune importanti società fino ad allora controllate dalle democrazie occidentali ai teutonici, alcune delle quali gestite in passato da ebrei, che cercarono di interferire con la linea di Bucarest.
Complessivamente, il rapporto tra Antonescu e i legionari peggiorò nell'inverno del 1940. Per il generale, i fascisti si rivelarono alleati di governo poco competenti e inaffidabili, spesso tra l'altro in contrasto con le sue idee di sviluppo economico. I proclami legionari di cambiamento radicale si tradussero in pratica nel tentativo di assumere il potere, in atti di vendetta contro i precedenti rivali e nell'arricchimento di molti dei suoi membri. Il giorno di Capodanno, Antonescu lanciò un ultimo futile avvertimento alla Guardia, che proseguì le sue attività facendo affidamento sulle proprie forze e sul sostegno della Germania. Nel suo futuro confronto con i legionari, Antonescu godette dell'ausilio dell'esercito, delle chiese nazionali e i partiti tradizionali, che detestavano la loro violenza. L'atteggiamento della Germania fu piuttosto criptico: In generale, le organizzazioni del partito nazista sembravano favorire la Guardia, ma il ministero degli affari esteri e i comandanti militari mostrarono la loro preferenza per Antonescu.

## Politica estera: l'alleanza con l'Asse

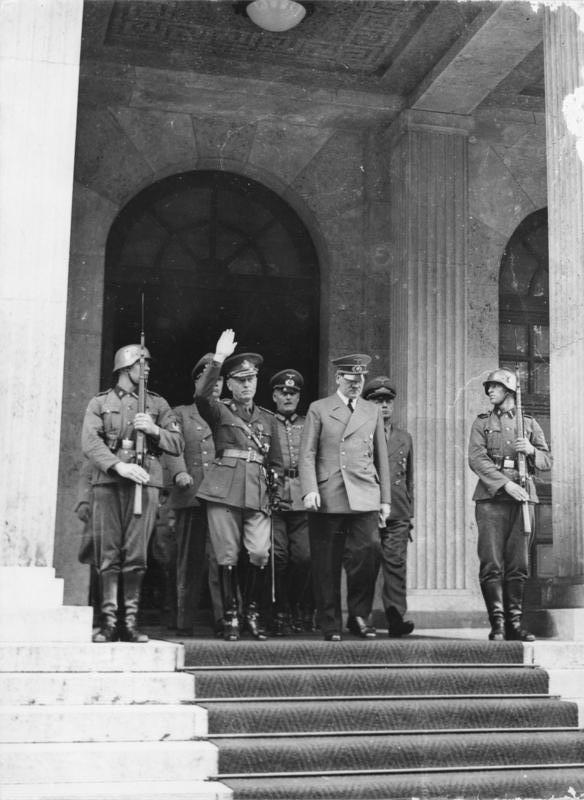
Antonescu con Hitler nel 1941

Data l'estrema debolezza dei tradizionali alleati della Romania, ovvero la Gran Bretagna, all'epoca impegnata nei combattimenti da sola contro la Germania, e in particolare la Francia, appena sconfitta e parzialmente occupata, oltre che poco attenta alle vicende accadute in Europa orientale durante gli anni '30, la posizione tradizionalmente a loro favorevole di Antonescu non poteva essere più sostenuta. La rivalità con l'Unione Sovietica e l'Ungheria sembrava lasciare spazio alla sola possibilità di adottare una politica filo-tedesca; d'altro canto, la Guardia di Ferro aveva sempre dimostrato il suo gradimento per le realtà fasciste: In un siffatto contesto, Antonescu decise di rafforzare i legami politici ed economici con il Reich, reiterando la richiesta di invio una missione militare tedesca con il compito teorico di riformare l'esercito rumeno. Berlino si dimostrò interessata a raggiungere un'intesa simile per preservare il costante afflusso di petrolio proveniente dalla Romania, al fine di sottrarlo a sovietici e inglesi. L'interesse di Antonescu coincideva con quello tedesco, poiché anche egli desiderava materie prime e, inoltre, la cooperazione dei nazisti per un futuro attacco alla Grecia e all'URSS.
Il 10 ottobre le prime unità tedesche iniziarono a giungere in territorio rumeno. A metà novembre, si contavano 23.000 soldati teutonici in Romania, un numero che aumentò considerevolmente i preparativi per l'attacco alla Grecia, che Berlino stava pianificando attraverso la Bulgaria. A chi chiedesse il perché la Wehrmacht si fosse spostata in terra straniera veniva risposto che lo scopo ufficiale era quello di addestrare l'esercito rumeno.
Il 23 novembre, durante la prima visita ufficiale di Antonescu a Hitler, il rumeno firmò il patto tripartito con il quale il paese si legò alle potenze dell'Asse. Il cancelliere tedesco ne approfittò per ribadire la sua fiducia in Antonescu e affermò che la cooperazione militare ed economica della Romania con il Reich sarebbe proseguita: effettivamente, questa durò fino al colpo di Stato dell'agosto 1944.
Il 4 dicembre Germania e Romania sottoscrissero un nuovo accordo economico che allineò ulteriormente l'economia transilvana allo sforzo bellico tedesco.

## Esautorazione della Guardia
All'inizio di gennaio 1941, le due fazioni al governo stavano fomentando i loro sostenitori: percependo l'imminenza dello scontro con la Guardia per il controllo del potere statale, Antonescu chiese di interfacciarsi con Hitler. Nell'incontro con la parte orientale del 14 gennaio 1941, al quale Sima scelse di non partecipare nonostante fosse stato invitato, Antonescu chiese al Führer di allinearsi alla sua decisione di allontanare i legionari dal governo elencando i motivi delle loro fallacie e ricevette il placet del leader tedesco. Quando tornò in Romania, il generale eliminò le "commissioni di rumenizzazione" (18 gennaio), licenziò il ministro dell'interno (legionario) Constantin Petrovicescu e il capo della polizia adducendo come giustificazione per l'uccisione di un ufficiale tedesco, sollevato il direttore dei servizi segreti e sostituito tutti i prefetti legionari (20 gennaio). Questi provvedimenti, duramente condannati dalla Guardia, accelerarono la preparazione di una sommossa generale incentivata dai legionari, che esplose tra il 21 e il 23 gennaio.

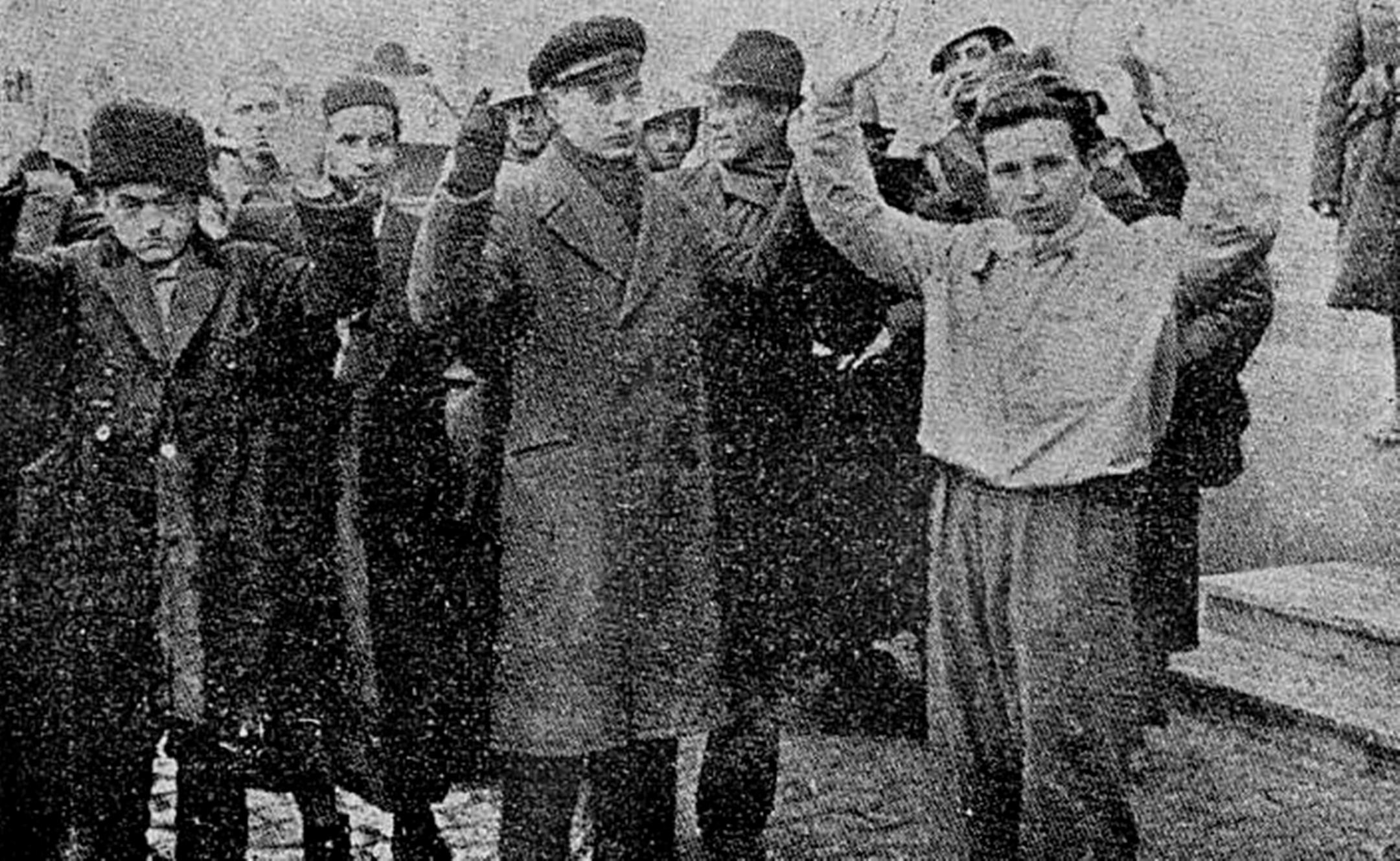
Legionari si arrendono alle truppe dopo il fallimento della rivolta della Guardia di Ferro contro Antonescu alla fine di gennaio 1941

La notte del 20, i legionari presero possesso di edifici strategici nella capitale e in altre città. Gli eventi principali, tuttavia, avvennero a Bucarest: fatta eccezione per l'edificio della presidenza, la caserma, la stazione ferroviaria a nord della città e alcuni ministeri rimasero infatti nelle mani della Guardia, i cui membri si diedero a saccheggi e omicidi. Volendo analizzare le motivazioni che spinsero gli insorti ad irrompere nella capitale, più che el ragioni politiche andrebbero tenute presenti quelle sociali ed economiche. La popolazione ebraica subì in maniera significativa la brutalità dei selvaggi omicidi commessi dai legionari. Il 21 gennaio, giorno in cui Antonescu apparì debole al popolo poiché non vi fu reazione da parte delle unità militari, Sima chiese le sue dimissioni: la ribellione si accese a quel punto in tutto il paese. Il generale, in realtà, si aspettava il discredito della Guardia davanti alla popolazione per le sue azioni e la conferma dell'appoggio tedesco (a quel tempo si contavano 160.000 soldati della Wehrmacht di stanza in Romania); anche la Guardia di Ferro cercò con vari discorsi di ingraziarsi Berlino. Il giorno 22, 120 ebrei furono assassinati a sangue freddo; Antonescu, sostenuto dall'esercito, il cui stato maggiore era contrario ai legionari, intervenne lo stesso giorno e represse la ribellione con la forza con l'approvazione di Hitler. Come simbolo del sostegno tedesco al generale, le forze teutoniche sfilarono davanti alla sua figura; il 23 il grosso dei legionari si arrese. Il rappresentante economico tedesco, Hermann Neubacher, chiese a Sima sin dall'inizio della rivolta di cessare gli scontri nella notte del 22. I principali capi legionari riuscirono però a sfuggire alla repressione di Antonescu, protetti dagli stessi tedeschi (principalmente dalle SS e dal Sicherheitsdienst), che facilitarono la partenza dei ricercati dal paese. I tentativi tedeschi di riconciliare le parti e di convincere Antonescu a consentire ai rappresentanti della Guardia di permanere nel governo fallirono.
La rivolta provocò diverse centinaia di vittime: almeno 21 soldati furono uccisi e altri 53 riportarono ferite più o meno grave nei combattimenti, e si stima che in tutto il paese perirono almeno 374 civili e altri 330 risultavano i feriti. Il governo arrestò e successivamente spedì al fronte la maggior parte dei legionari coinvolti nella rivolta, mentre i loro capi riuscirono a fuggire all'estero: coloro che non vi avevano partecipato non subirono rappresaglie.

## Abolizione
Antonescu presentò il 27 gennaio un nuovo Consiglio dei ministri, composto essenzialmente da militari. Il 5 febbraio il generale emanò un decreto che puniva severamente il disordine pubblico ed eliminava ogni organizzazione o manifestazione di opposizione al governo. Lo Stato legionario nazionale fu formalmente sciolto il 14 febbraio 1941, data a cui fece seguito da un'importante operazione di repressione dei membri della Guardia (9.000 arresti) e poi la comminazione delle più disparate pene per coloro che furono giudicati colpevoli (oltre 6.000 militanti). Nello stesso decreto, si proibiva la facoltà di fare luogo a qualsiasi opposizione politica. Le azioni di Antonescu furono approvate in un referendum truccato tenutosi all'inizio di marzo in cui il 99,9% degli elettori si dimostrò a favore delle sue acquisizioni di potere.
Antonescu stabilì a quel punto una dittatura militare conservatrice che durò fino a quando fu rovesciato dal colpo di Stato del re Michele il 23 agosto 1944. Con la persecuzione della Guardia, Antonescu da allora fece affidamento sui vecchi seguaci del Partito Cristiano Nazionale capeggiato da Octavian Goga e Alexandru C. Cuza. A luglio, vari esponenti legionari vennero condannati in contumacia all'ergastolo, ai lavori forzati o a lunghe pene detentive. Dei 9.352 legionari arrestati, 2.980 furono processati e, di questi, 1.842 condannati al carcere nell'agosto 1941.

## Aspetti giuridici e ambiguità legislative

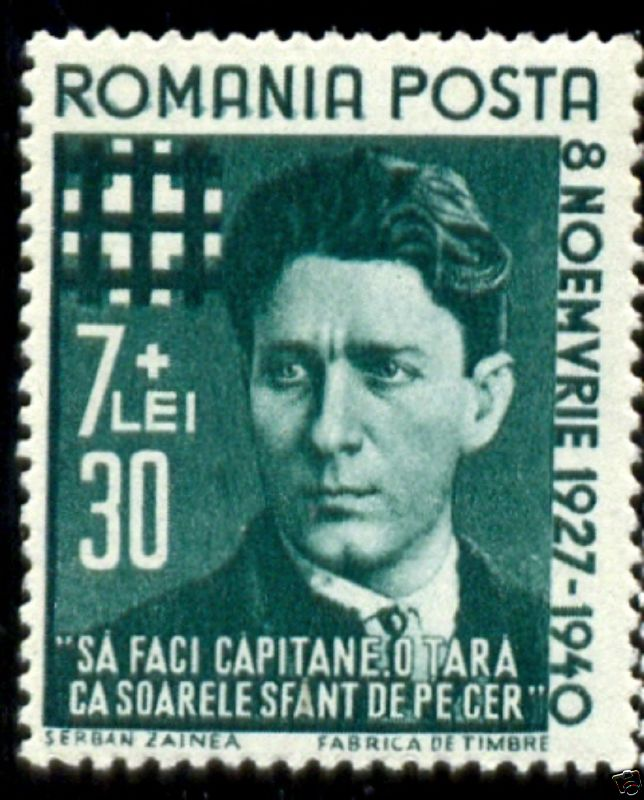
Francobollo rumeno del 1940 che ritrae Codreanu

Nella "Gazzetta Ufficiale", n°. 214 bis del 14 settembre 1940 fu pubblicato il Decreto Reale firmato da re Michele I, nel quale lo Stato romeno venne proclamato Stato Nazionale Legionario (14 settembre 1940):
Art. 1. Lo Stato romeno è lo Stato Nazionale Legionario.
Art. 2. Il Movimento Legionario è l'unico movimento riconosciuto dal nuovo Stato, con l'obiettivo di innalzare le persone romene a livello morale e lo sviluppo dei suoi poteri creativi.
Art. 3. Il signor generale Ion Antonescu è capo dello Stato e capo del regime legionario.
Art. 4. Il signor Horia Sima è a guida del Movimento Legionario.
Art. 5. Alla data del presente decreto, qualsiasi lotta tra fratelli cessa.
Nell'articolo 2 del decreto firmato da re Michele I, si indicava il «movimento della Guardia di Ferro fosse il solo riconosciuto dal nuovo Stato». È stato detto di essere "l'unico partito" o "partito unico". Tuttavia, il termine movimento iniziò ad assumere un significato molto vago. Nello stesso articolo, veniva affermato che la missione era designata per il Movimento Legionario come «morale e materiale, sollevando il popolo romeno e lo sviluppo dei suoi poteri creativi». Ad ogni modo, non si trattava di posizioni politiche esplicite né, inoltre, erano definiti i confini che il Movimento Legionario non poteva superare.
All'articolo 3, si specificava che «Dio è il capo del generale Ion Antonescu e il capo del regime Nazionale Legionario». La qualità della leadership risultava chiara; tuttavia, non si specificava in cosa si sostanziasse un "regime legionario".
L'articolo 4 statuiva che «il Signore Comandante Horia Sima è il Leader del Movimento Legionario». Con tale formulazione, Antonescu riproduceva il meccanismo politico del rapporto tra il Ministro e il Capo di Stato Maggiore Generale dell'Esercito, il ministro poteva ordinare il rapporto di licenziamento, la rimozione, o il comandante subordinato. Così, Antonescu preservò il primato sul Movimento Legionario.